# Энь (чжуинь)

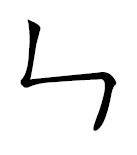

Энь — одна из букв китайского алфавита чжуинь. В основном Энь используется для как финаль (кит.韵母 — иньму), но может выступать и самостоятельно. В комбинации с медиалями И, У и Юй передаёт финали, обозначаемые в системе Палладия как Инь, Унь и Юнь.
Энь участвует в образовании 44-х слогов:
| ㄣ — энь      | ㄧㄣ — инь     | ㄩㄣ — юнь    | ㄐㄧㄣ — цзинь |
| ㄑㄧㄣ — цинь | ㄓㄨㄣ — чжунь | ㄔㄨㄣ — чунь | ㄐㄩㄣ — цзюнь |
| ㄑㄩㄣ — цюнь | ㄈㄣ — фэнь    | ㄏㄣ — хэнь   | ㄒㄧㄣ — синь  |
| ㄒㄩㄣ — сюнь | ㄏㄨㄣ — хунь  | ㄖㄣ — жэнь   | ㄖㄨㄣ — жунь  |
| ㄍㄣ — гэнь   | ㄎㄣ — кэнь    | ㄍㄨㄣ — гунь | ㄎㄨㄣ — кунь  |
| ㄌㄧㄣ — линь | ㄌㄨㄣ — лунь  | ㄇㄣ — мэнь   | ㄇㄧㄣ — минь  |
| ㄋㄣ — нэнь   | ㄋㄧㄣ — нинь  | ㄅㄣ — бэнь   | ㄆㄣ — пэнь    |
| ㄅㄧㄣ — бинь | ㄆㄧㄣ — пинь  | ㄙㄣ — сэнь   | ㄕㄣ — шэнь    |
| ㄕㄨㄣ — шунь | ㄙㄨㄣ — сунь  | ㄉㄣ — дэнь   | ㄗㄣ — цзэнь   |
| ㄘㄣ — цэнь   | ㄗㄨㄣ — цзунь | ㄘㄨㄣ — цунь | ㄉㄨㄣ — дунь  |
| ㄊㄨㄣ — тунь | ㄨㄣ — вэнь    | ㄓㄣ — чжэнь  | ㄔㄣ — чэнь    |